# Dianthus gasparrinii
Dianthus gasparrinii là loài thực vật có hoa thuộc họ Cẩm chướng. Loài này được Guss. mô tả khoa học đầu tiên năm 1843.